# Bankers Life Fieldhouse
Bankers Life Fieldhouse sportska je dvorana u Indianapolisu, Indiana, SAD. To je dom NBA momčadi Indiana Pacers i WNBA momčadi Indiana Fever. Kroz nekoliko godina Conseco Fieldhouse postat će dom hokejaškoj momčadi Indiana Ice (NHL).
Osim toga, u dvorani se održavaju razne zabavne priredbe poput koncerata koji su često na rasporedu.
Bivši naziv dvorane je Conseco Fieldhouse ali je objekt zbog novog sponzora u prosincu 2011. promijenio ime u Bankers Life Fieldhouse.

## Povijest
Bankers Life Fieldhouse postao je novi dom Indiana Pacersa 6. studenog 1999., dok je prije njega Indiana igrala u dvorani Market Square Arena. U čast prijašnjoj dvorani, u njoj su se odigravale utakmice NBA finala 2000. između Indiana Pacersa i LA Lakersa.
Dvorana nosi naziv po tvrtki Conseco koja je otkupila prava za imenovanje dvorane. Conseco je tvrtka koja pruža financijske usluge iz obližnjeg grada Carmel.

## Natjecanja
2002. godine, dvorana Bankers Life Fieldhouse bila je jedan od domaćina FIBA-inog Svjetskog prvenstva u košarci.
U listopadu 2004., Fieldhouse bio je domaćin FINA-inog Svjetskog prvenstva u plivanju u malim bazenima. Instalirani su privremeni bazeni koji su napunjeni s 300.000 galona vode te 174.000 galona tople vode. Ukupno je prodano 71.659 ulaznica za četiri dana događanja. Posebno je upamćena gužva u subotu navečer, 11. listopada 2004. kada je postavljen rekord po broju gledatelja američke plivačke repezentacije. Dođaj je u dvorani pratilo 11.488 ljudi, te je samo posjećenost plivanja na Olimpijadi veća od tog događaja.
U istoj dvorani odigravaju se i sveučilišne košarkaške utakmice turnira Big Ten Conference Tournament za muškarce i žene. Oba turnira održavat će se u Indianapolisu u razdoblju od 2008. do 2012. Također, dvorana će biti domaćin ženskog NCAA Final Four turnira u košarci od 3. do 5. travnja 2011.
Conseco Filedhouse bio je i domaćin dva pay-per-view (eng. plati, pa gledaj) WWE (World Wrestling Entertainment) turnira.
To su bili turniri:
- American Bash (23. srpnja 2006.) i
- Summer Slam (17. kolovoza 2008.).

## Promjena imena
Na kraju sezone 2009/10, očekuje se da će Bankers Life Fieldhouse promijeniti ime u CMO Filedhouse.

## Nagrade i priznanja
Fieldhouse dobio je priznanje kao jedna od najboljih sportskih dvorana na svijetu. Osmišljen je na temelju Hinkle Fieldhouse dvorane na Sveučilištu Butler i drugih sportskih dvorana u saveznoj državi Indiana, koje imaju najbolja mjesta za gledanje košarkaške utakmice.
Fieldhouse se smatra pravim sportskim muzejom s nasljeđem Indianine košarke.
2005., 2006. i 2007. novine Sports Business Journal i Sports Business Daily Reader Survey svrstale su dvoranu Pacersa na 1. mjesto u NBA ligi.
2006. Ultimate Sports Road Trip proglašava Bankers Life Fieldhouse kao najbolje mjesto za održavanja svih 4 velikih sportskih liga.  Ultimate Sports Road Trip istraživanje je započeo 1998., te je na temelju zadanih kriterija, Conseco Filedhouse "izdržao" provjeru zbog čega s pravom nosi naziv "najbolji id njboljih" u četiri glavna sporta.

## Galerija slika
- Osvojeni košarkaški naslovi
- Unutrašnjost dvorane
- Satelitska snimka krova dvorane

## Vanjske poveznice
- Službena web stranica
- Thesportsroadtrip.com  Arhivirana inačica izvorne stranice od 21. listopada 2013. (Wayback Machine)